# Платинагафний
Платинагафний — бинарное неорганическое соединение, интерметаллид
платины и гафния
с формулой HfPt,
кристаллы.

## Получение
- Сплавление стехиометрических количеств чистых веществ:

{\displaystyle {\mathsf {Pt+Hf\ {\xrightarrow {2100^{o}C}}\ HfPt}}}

## Физические свойства
Платинагафний образует кристаллы ромбической сингонии, пространственная группа C mcm, параметры ячейки a = 0,33524 нм, b = 1,0255 нм, c = 0,42870 нм, Z = 4,
структура типа борида хрома CrB.
При температуре 1660 °C происходит фазовый переход в структуру кубической сингонии (примитивная решётка), пространственная группа P m3m, параметры ячейки a = 0,33623 нм, Z = 1
.
Соединение конгруэнтно плавится при температуре 2100 °C (2160 °C).